# الخميس الدامي في البحرين

## ملابسات الحادثة
في تاريخ 17 فبراير 2011، داهمت قوات الأمن فجرًا المتظاهرين في دوار اللؤلؤة في المنامة، وقُتل فيها 4 أشخاص وأُصيب 250 شخص. وكانت هذه هي الليلة الثانية من مبيتهم بعد أن قاموا مجموعات شبابية بالدعوة إلى التجمع في دوار اللؤلؤة والمبيت فيه. ويُذكر بأن قبلها بيومين في تاريخ 15 فبراير قامت قوات الأمن بقتل 2 من المُتظاهرين. وأصدر بيان من قبل وزارة الداخلية البحرينية بإطلاق قنابل مُسيلات الدموع على المُتظاهرين.

## ردود الفعل العالمية والمحلية
، أعلن الرئيس الأميركي باراك أوباما ووزيرة خارجيته هيلاري كلينتون موقفاً ناقداً وشديداً لما قامت به السلطات البحرينية. كما صدرت بيانات مماثلة من الأمين العام للأمم المتحدة، وبريطانيا وفرنسا وألمانيا والاتحاد الأوروبي.
اجتماع وزراء خارجية دول مجلس التعاون الخليجي :
أما على الصعيد الإقليمي، فقد أعلن وزراء خارجية دول مجلس التعاون الخليجي خلال اجتماع استثنائي عقدوه في المنامة عن مساندتهم وتضامنهم الكامل مع الإجراءات التي اتخذتها السلطات البحرينية.
انسحاب الوفاق من مجلس النواب:
وأعلنت جمعية الوفاق انسحابها من مجلس النواب، كما فشل كلٌ من مجلسي النواب والشورى في عقد جلستهما الاستثنائية التي كان مقرراً عقدها أمس.

## احتجاجات السلمانية ضد وزير الصحة
في مجمع السلمانية الطبي نظم الأطباء والمسعفون والممرضون احتجاجاً ضد وزير الصحة لمنعهم من مباشرة عملهم في إنقاذ الجرحى والتعرض لأحد الأطباء وعدد من المسعفين بالضرب. وهتف المحتجون «يسقط يسقط الوزير»، وبعد ساعات طويلة أفسح المجال لسيارات الإسعاف دخول منطقة دوار اللؤلؤة التي كانت محاصرة بعد إعلان السلطات إغلاق الشوارع الرئيسية التي تربط العاصمة بمحيطها.
صحيفة الوسط البحرينية - العدد 3087 - الجمعة 18 فبراير 2011م الموافق 14 ربيع الأول 1432هـ.

## معرض الصور

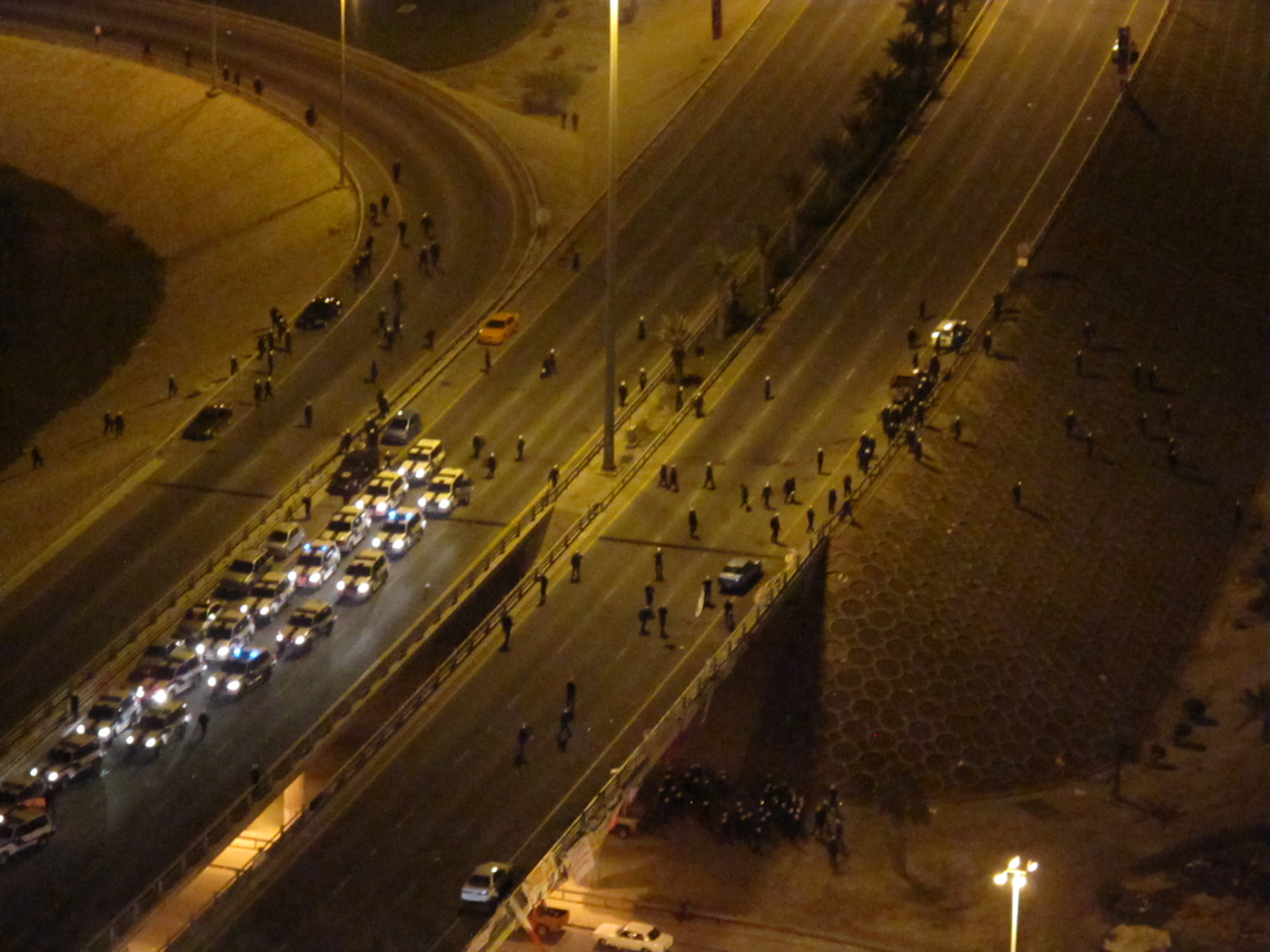
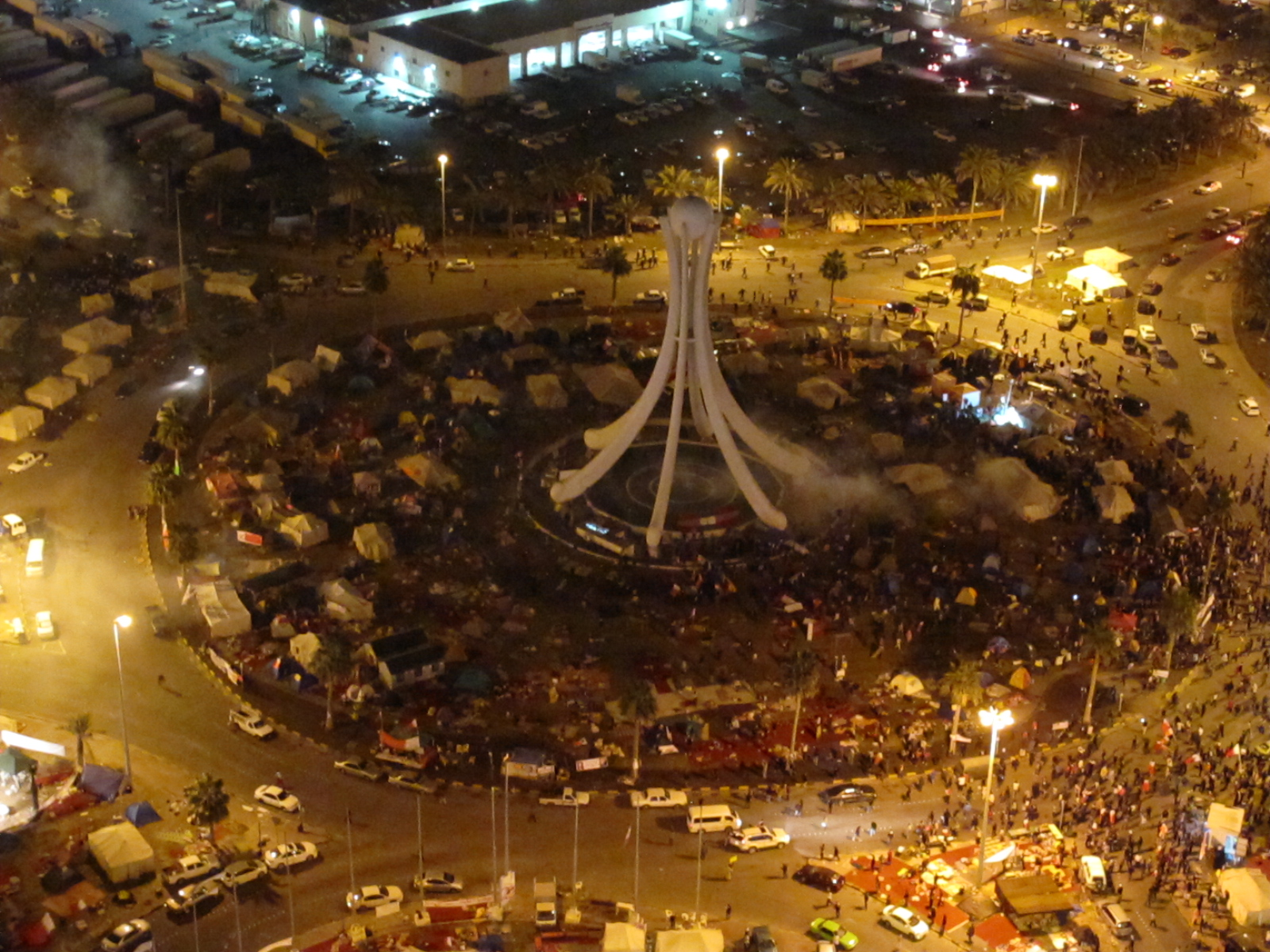
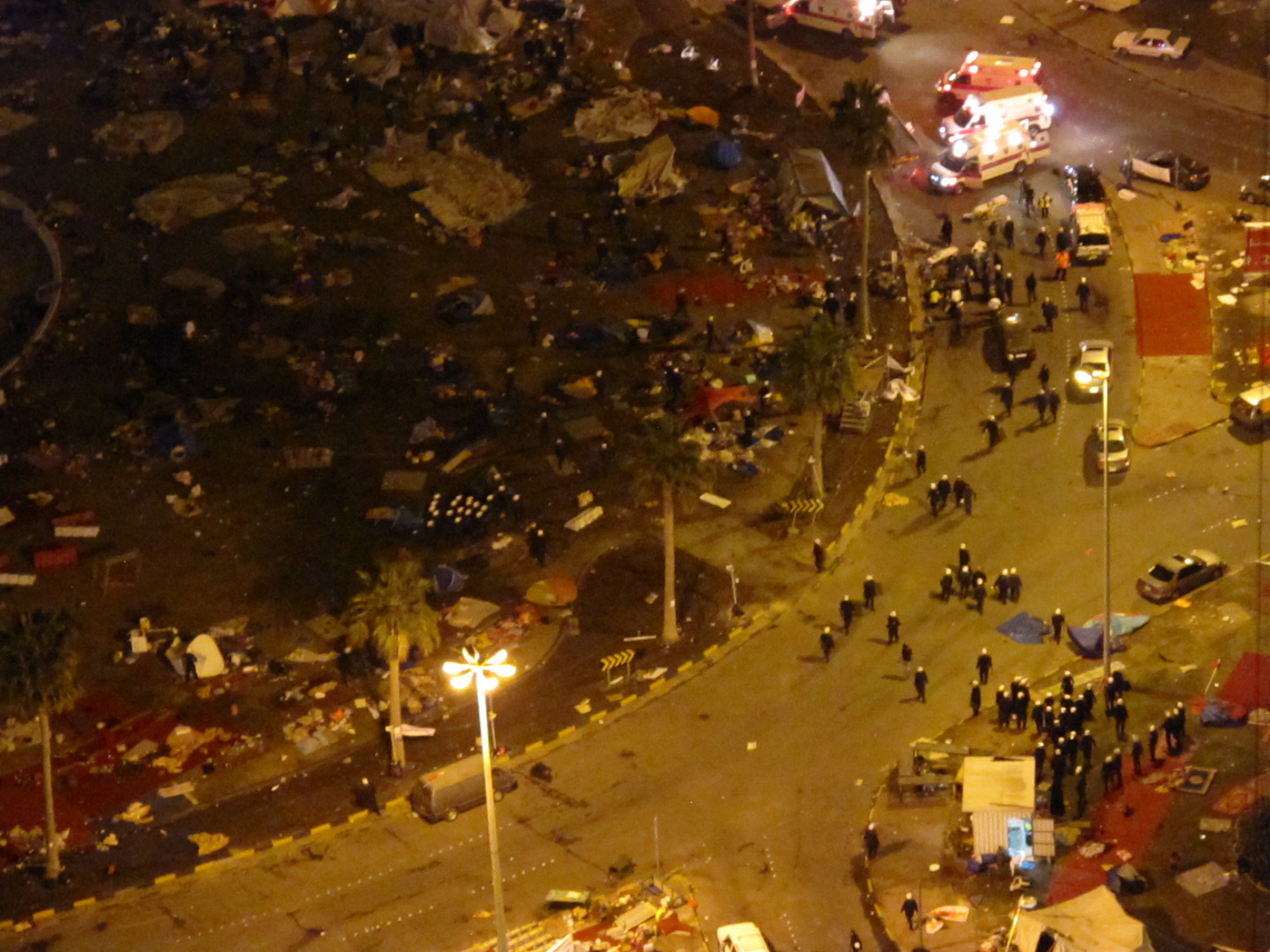
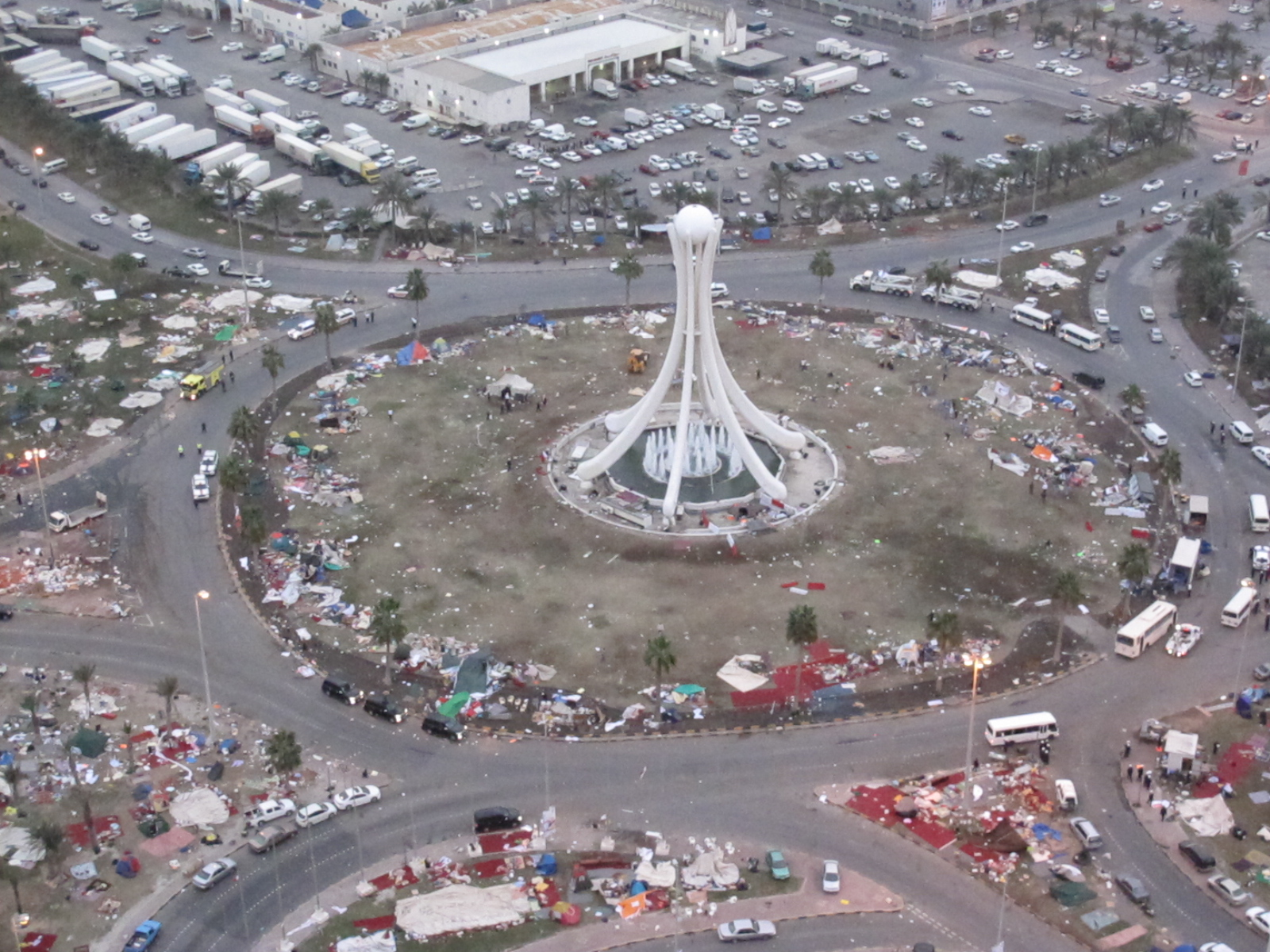
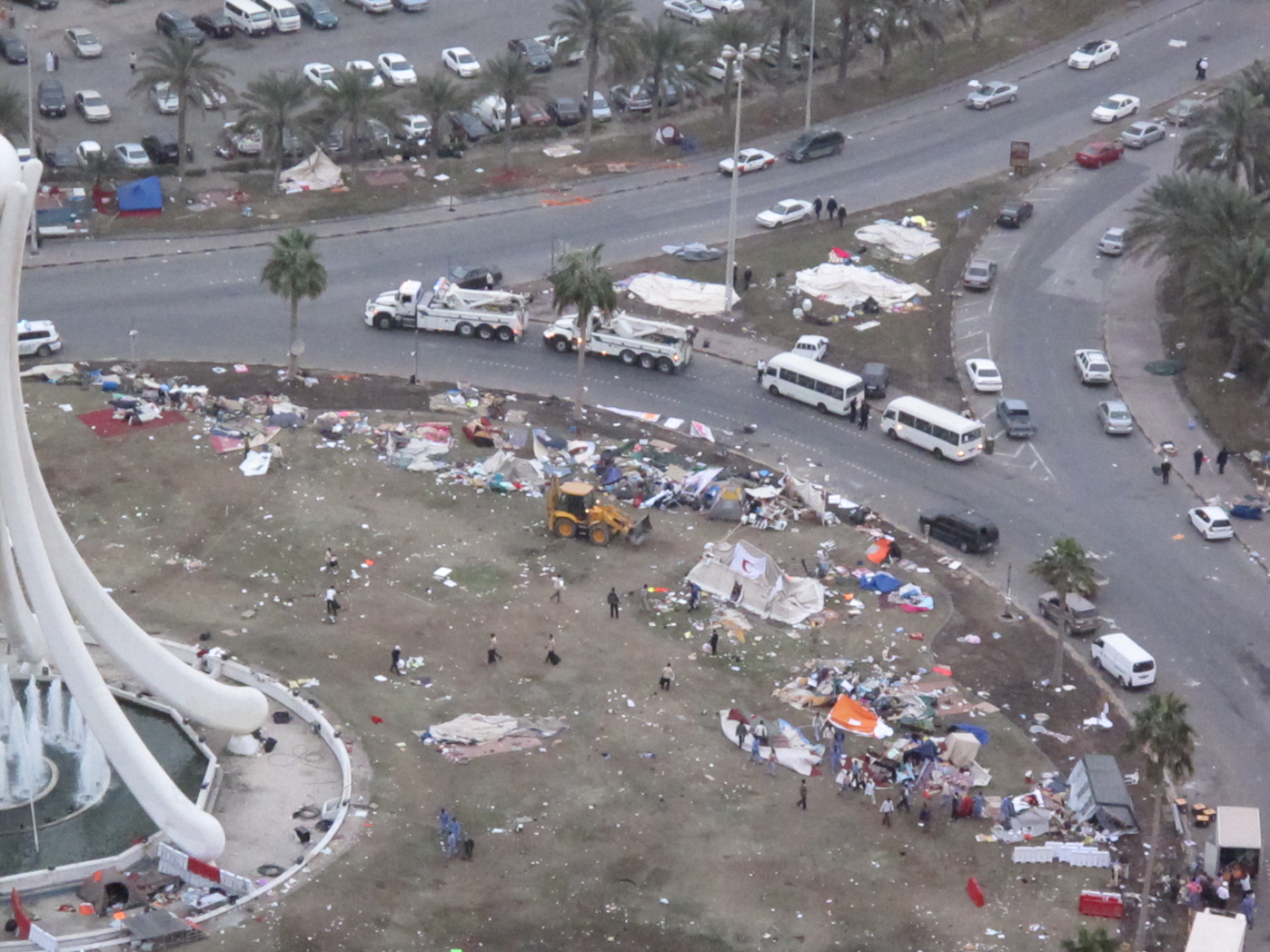
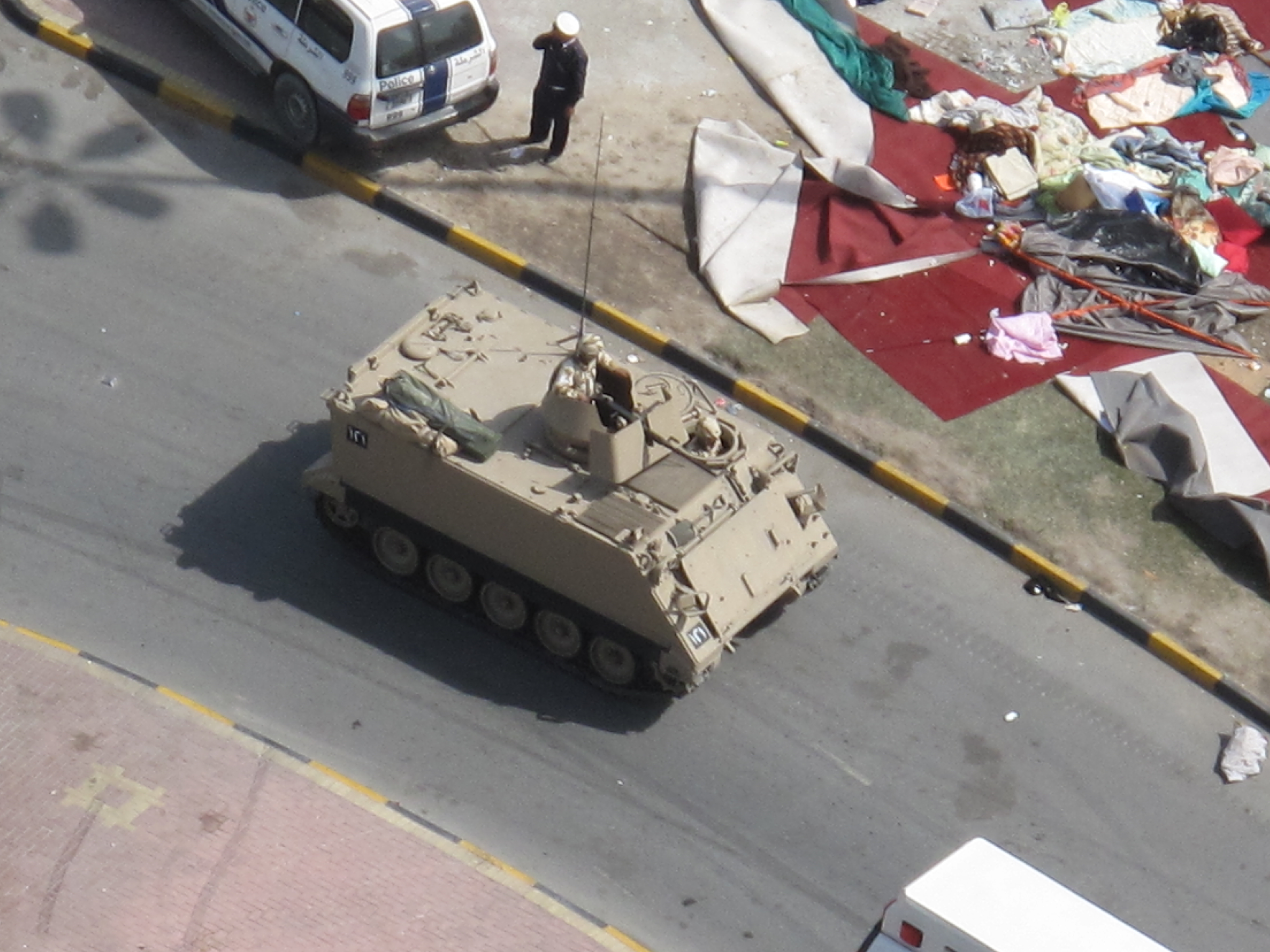
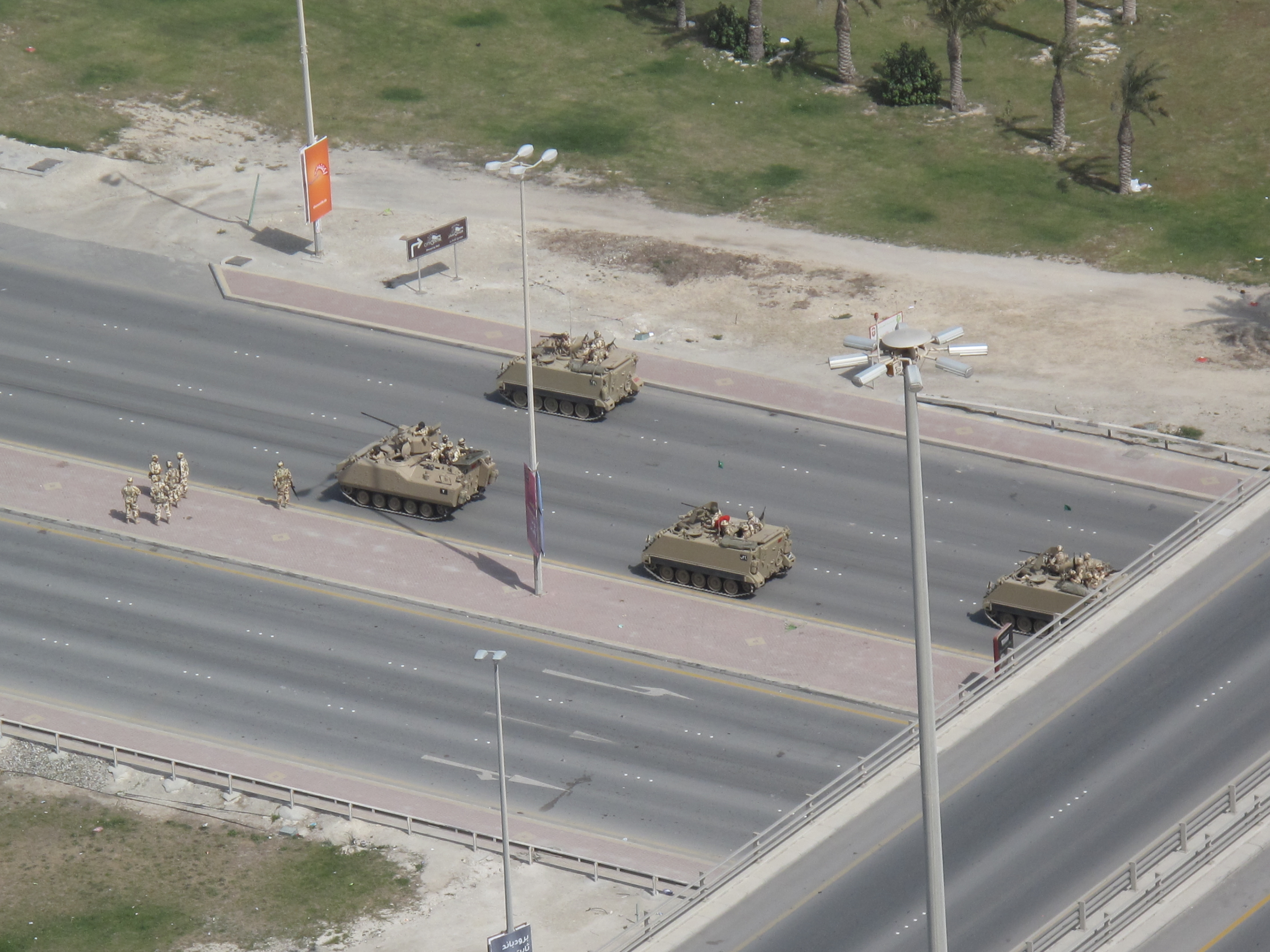
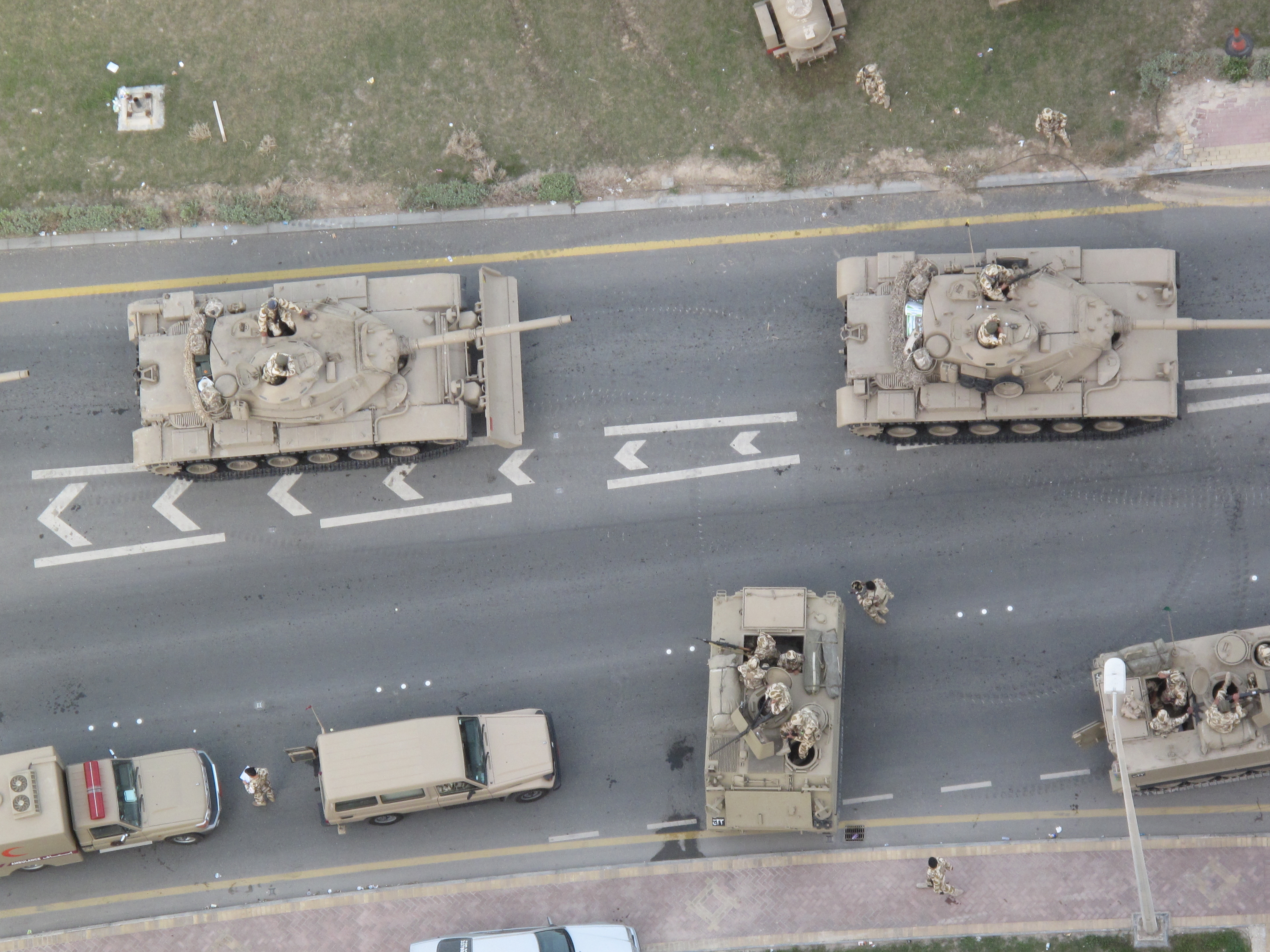
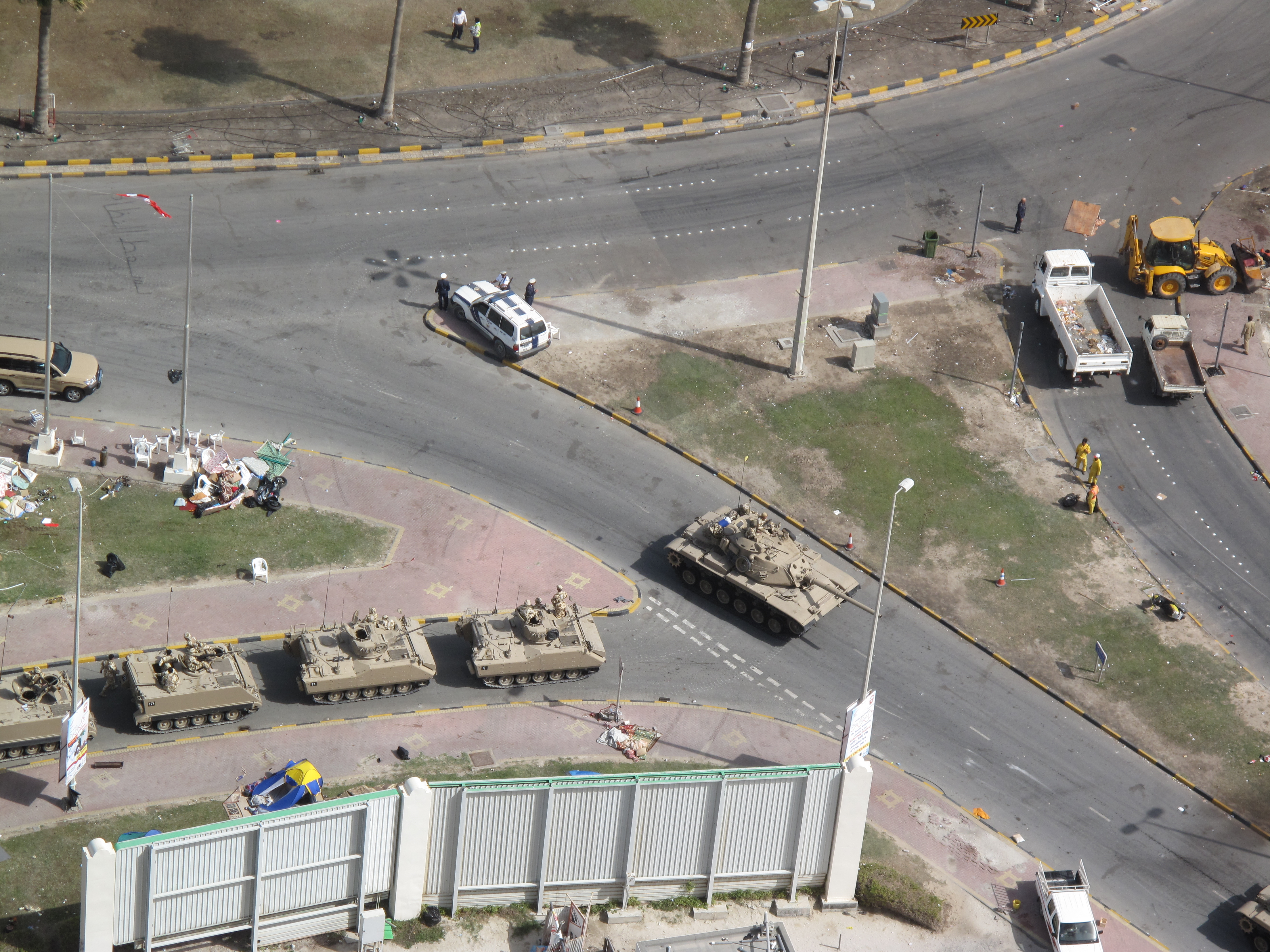
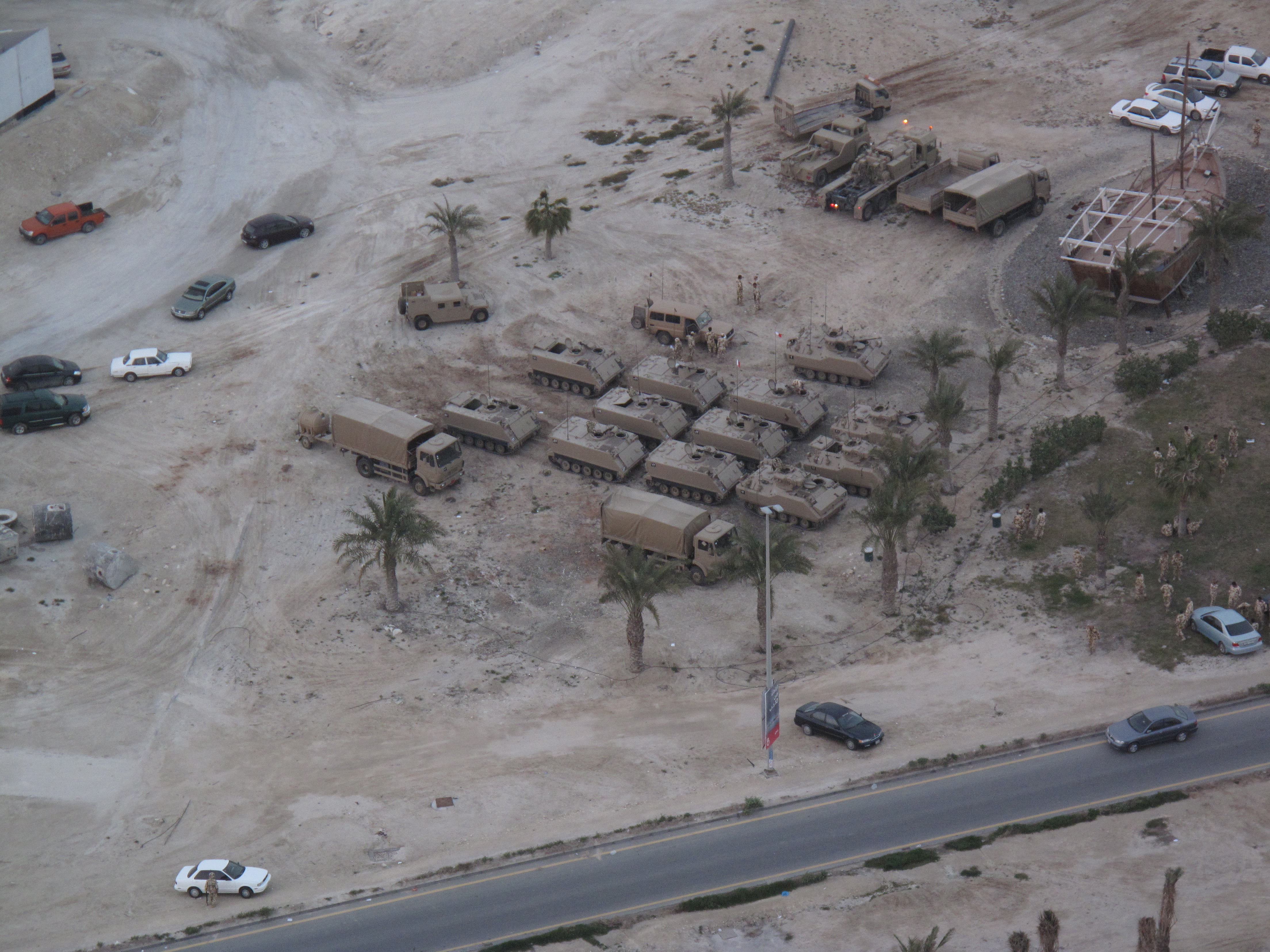
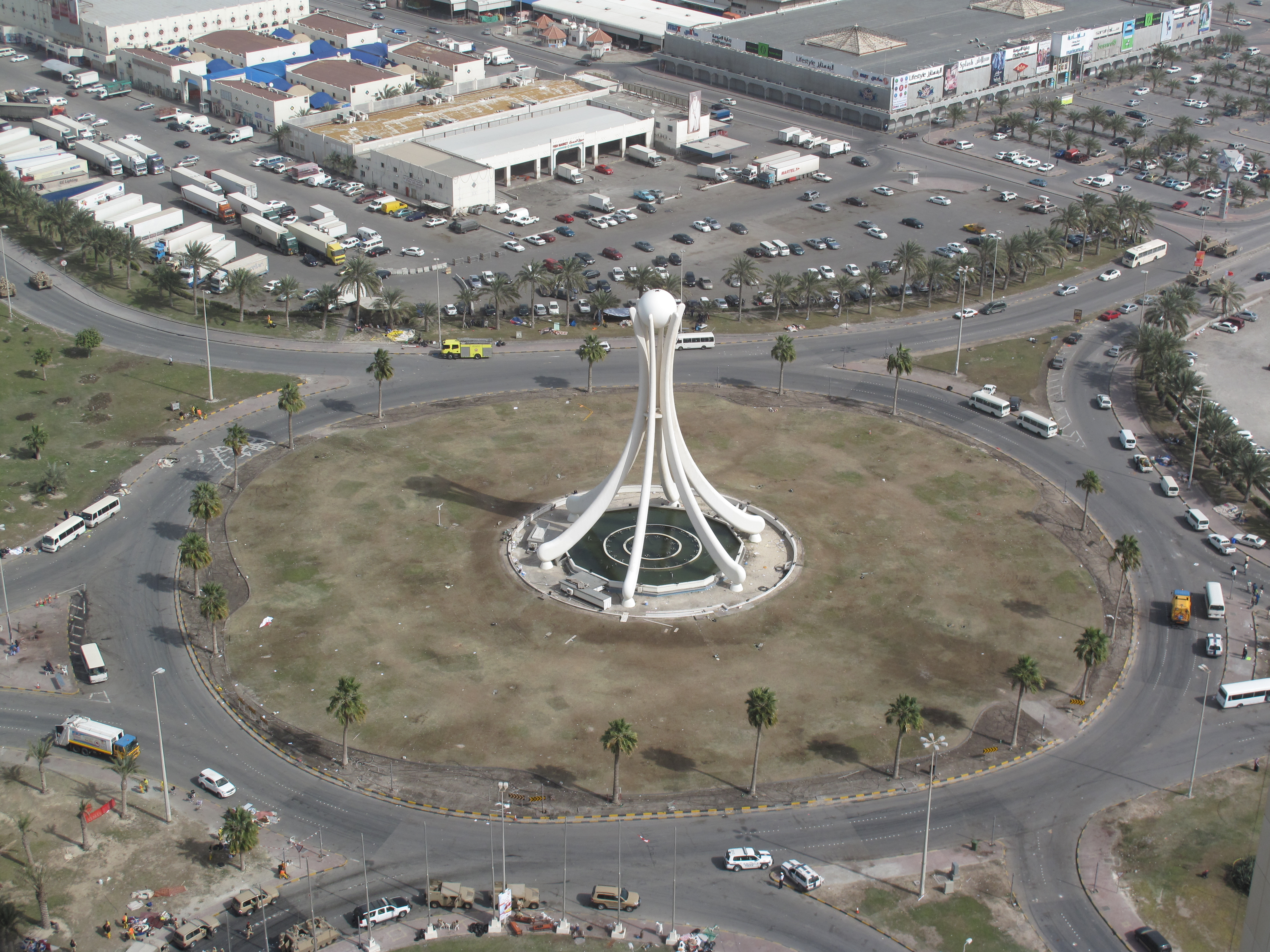